# Маловисковский спиртовой завод
Маловисковский спиртовой завод — предприятие пищевой промышленности в городе Малая Виска Кировоградской области Украины.

## История
Небольшой винокуренный завод в местечке Малая Виска Маловисковской волости Елизаветградского уезда Херсонской губернии Российской империи был построен и начал работу в 1860 году, в 1891 году его реконструировали и количество работников увеличилось до 22 человек. С 1908 года является спиртовым заводом.
В ходе гражданской войны местечко оккупировали австро-немецкие войска, которые в ноябре 1918 года, перед отступлением, разграбили сахарный завод, спиртзавод и другие предприятия. Завод пострадал, но в дальнейшем был восстановлен и возобновил работу.
В 1941 году, перед началом войны завод вырабатывал 45 тыс. декалитров спирта в месяц.
В ходе Великой Отечественной войны 1 августа 1941 года посёлок городского типа Малая Виска был оккупирован немецкими войсками. При отступлении немцы почти полностью разрушили спиртзавод. 13 марта 1944 года советские войска освободили посёлок и началось его восстановление.
В 1948 году восстановленный спиртовой завод вступил в действие. В дальнейшем, на предприятии были построены и введены в строй цеха углекислоты, кормовых и пищевых дрожжей и оно стало спиртовым комбинатом.
В 1967 году комбинат выполнил годовой производственный план на 102,5 %.
В 1970 году спирткомбинат произвёл 1668 тыс. декалитров спирта, в 1971 году его реконструировали, увеличив производственную мощность до 6 тыс. декалитров в сутки.
В целом, в советское время спирткомбинат входил в число крупнейших предприятий города, на его балансе находился один из двух городских детских садов и другие объекты социальной инфраструктуры.
В марте 1995 года Верховная Рада Украины внесла завод в перечень предприятий, приватизация которых запрещена в связи с их общегосударственным значением.
После создания в июне 1996 года государственного концерна спиртовой и ликеро-водочной промышленности «Укрспирт», завод был передан в ведение концерна «Укрспирт».
В январе 2000 года Кабинет министров Украины разрешил заводу производство компонентов для моторного топлива, в июле 2000 года была утверждена государственная программа «Этанол», предусматривавшая расширения использования этилового спирта в качестве энергоносителя, вместе с другими государственными спиртзаводами Маловисковский спиртзавод был включён в перечень исполнителей этой программы.